# Parlamentswahl in Bulgarien 2022
- BSP: 25
- PP: 53
- DPS: 36
- DB: 20
- GERB-SDS: 67
- BW: 12
- W: 27

Die Parlamentswahl in Bulgarien 2022 fand am 2. Oktober 2022 statt. Gewählt wurden die 240 Abgeordneten der bulgarischen Nationalversammlung (Narodno Sabranie). Die vorgezogenen Neuwahlen wurden nach dem Sturz der Regierung Petkow, einer Vier-Parteien-Koalition (PP, BSP, ITN und Demokratisches Bulgarien), notwendig.
Die GERB konnte mit leichten Stimmenzuwächsen die Spitzenposition zurückerobern, nachdem die zuletzt mit Rekordergebnis eingestiegene Wir setzen den Wandel fort (PP) auf 20 Prozent der Stimmen abrutschte. Die rechtsextreme Partei Wiedergeburt konnte ihr Ergebnis verdoppeln und kommt auf dem vierten Platz hinter der Bewegung für Rechte und Freiheiten (DPS). Neu im Parlament ist die nationalkonservative Bulgarischer Aufstieg, während die ITN mit 3,8 % knapp an der Sperrklausel scheiterte.
Da sich keine Regierung durch den im Parlament vertretenen Parteien bilden konnte, wurde die Interimsregierung Donew II vom von Präsidenten Radew eingesetzt und Neuwahlen ausgerufen.

## Hintergrund
Bei den bulgarischen Parlamentswahlen 2021 im November errang Wir setzen den Wandel fort (PP) einen Überraschungssieg und erhielt 25 % der Stimmen. Unter der Führung von Kiril Petkow bildete die PP eine Koalitionsregierung mit der Koalition für Bulgarien (BSPzB), Es gibt ein solches Volk (ITN) und Demokratisches Bulgarien (DB). Dies löste die Sackgasse, die durch die beiden vorangegangenen Parlamentswahlen entstanden war, nach denen keine Partei in der Lage war, eine Regierung zu bilden.
Am 8. Juni 2022 zog sich ITN aus der Regierung zurück und verwies auf Meinungsverschiedenheiten mit den Koalitionspartnern über den Staatshaushalt, steigende Schulden und langsame Fortschritte bei der Korruptionsbekämpfung. Am 22. Juni unterlag die Regierung in einem von der GERB eingereichten Misstrauensvotum.
Dabei hatte die ITN ihre Unterstützung der Regierung entzogen, nachdem sie sich bei der Verteilung von Finanzmitteln für den Straßenbau und der Verfolgung einer strengeren Politik gegenüber Nordmazedonien nicht mit den restlichen Parteien in der Koalition einigen konnte. Der Präsident Rumen Radew beauftragte im Anschluss die GERB und BSP mit der Regierungsbildung, die jedoch beide scheiterten. Im Juni 2022 berief Radew die Interimsregierung Regierung Donew I und beauftragte sie mit der Organisation von Neuwahlen, die für Oktober angesetzt wurden. Dies ist die dritte vorgezogene Parlamentswahl seit 2021, eine beispiellose Situation in der bulgarischen Geschichte, die vorherigen waren die Wahlen im Juli und November 2021.

## Organisation

### Wahlsystem und -recht
Stimmberechtigt sind alle volljährigen bulgarischen Staatsbürger im In- und Ausland, wobei die Volljährigkeit mit der Vollendung des 18. Lebensjahres erreicht wird.
Das Wahlsystem besteht aus der Verhältniswahl, durch welche die 240 Abgeordneten der Nationalversammlung gewählt werden. Dafür wird Bulgarien in 31 Mehrpersonenwahlkreisen mit einer Größe von 4 bis 16 Sitzen gewählt eingeteilt, die großteils den 28 Oblasten des Landes entsprechen. Ausnahmen sind die Hauptstadt Sofia, die in drei Wahlbezirke aufgeteilt ist, und die Stadt Plowdiw, die einen eigenen Wahlkreis bildet.
Für den Einzug in die Nationalversammlung muss eine Partei die Vier-Prozent-Hürde überspringen (Sperrklausel), wobei die Sitze nach dem Hare/Niemeyer-Verfahren vergeben werden.

### Stimmabgabe
Die Wähler sind aufgefordert, ihre Stimme in den 31 Wahlkreisen in Bulgarien und in 755 Auslandswahllokalen in 62 Staaten abzugeben. Die Stimmabgabe ist ausschließlich im Wahllokal möglich, eine Briefwahl gibt es nicht. Es ist die dritte Wahl seit der Einführung der Stimmabgabe mittels Wahlmaschinen. Dabei soll in denjenigen Wahllokalen, wo bei der letzten Wahl mindestens 300 Stimmabgaben erfolgten oder mindestens 300 Stimmberechtigte die Eröffnung eines Wahllokals beantragt haben, die Stimmabgabe elektronisch erfolgen. Die elektronische Stimmabgabe ist für alle Wahllokale im In- und Ausland bindend, welche den Anforderungen entsprechen.
In einigen Ländern wie Deutschland, wo maximal 40 Wahllokale außerhalb der diplomatischen Vertretungen eröffnet werden dürfen, existieren weitere lokale rechtliche Einschränkungen. Die meisten Wahllokale wurden in der Türkei (166) eingerichtet, gefolgt von Großbritannien (126), Deutschland (77) und Spanien (65). Aufgrund der Zeitverschiebung endet der Wahltag im Ausland mit Ablauf des Wahltages in den Wahllokalen in Kalifornien, USA, am Montag, dem 3. Oktober um 6 Uhr OEZ.

## Parteien
Die folgende Tabelle listet die in der 47. Nationalversammlung vertretenen politischen Gruppen auf.
| Name        | Name                                                                      | Ideologie                                                               | Vorsitz                         | Ergebnis 2021 | Ergebnis 2021 | Sitze bei Auflösung | Regierung Petkow  | Regierung Petkow    |
| Name        | Name                                                                      | Ideologie                                                               | Vorsitz                         | Stimmen (%)   | Sitze         | Sitze bei Auflösung | 13. Dezember 2021 | 8. Juni 2022        |
| ----------- | ------------------------------------------------------------------------- | ----------------------------------------------------------------------- | ------------------------------- | ------------- | ------------- | ------------------- | ----------------- | ------------------- |
| PP          | Wir setzen den Wandel fort Продължаваме промяната                         | Sozialdemokratie Pro-Europäismus Anti-Korruption                        | Kiril Petkow Assen Wassilew     | 25,3 %        | 67 / 240      | 67 / 240            | Regierung         | Regierung           |
| GERB–SDS    | GERB – Union der Demokratischen Kräfte ГЕРБ – Съюз на демократичните сили | Konservatismus Wirtschaftsliberalismus Populismus                       | Bojko Borissow Rumen Christow   | 22,4 %        | 59 / 240      | 59 / 240            | Opposition        | Opposition          |
| DPS         | Bewegung für Rechte und Freiheiten Движение за права и свободи            | Liberalismus Minderheitspolitik                                         | Mustafa Karadaja                | 12,8 %        | 34 / 240      | 34 / 240            | Opposition        | Opposition          |
| BSPsB       | Koalition für Bulgarien БСП за България                                   | Demokratischer Sozialismus Linkspopulismus Linksnationalismus           | Kornelija Ninowa                | 10,1 %        | 26 / 240      | 26 / 240            | Regierung         | Regierung           |
| ITN         | Es gibt ein solches Volk Има такъв народ                                  | Konservatismus Populismus Anti-Korruption                               | Slawi Trifonow                  | 9,4 %         | 25 / 240      | 19 / 240            | Regierung         | Opposition          |
| DB          | Demokratisches Bulgarien Демократична България                            | Konservatismus Christdemokratie Wirtschaftsliberalismus Anti-Korruption | Christo Iwanow Atanas Atanassow | 6,3 %         | 16 / 240      | 16 / 240            | Regierung         | Regierung           |
| W           | Wiedergeburt Възраждане                                                   | Nationalismus Populismus                                                | Kostadin Kostadinow             | 4,8 %         | 13 / 240      | 12 / 240            | Opposition        | Opposition          |
| Unabhängige | Unabhängige                                                               | —                                                                       | —                               | —             | 0 / 240       | 7 / 240             | —                 | Split-Unterstützung |

### Andere wichtige Parteien
| Name     | Name                                                                | Ideologie                                          | Vorsitz                                            | Ergebnis 2021 |
| -------- | ------------------------------------------------------------------- | -------------------------------------------------- | -------------------------------------------------- | ------------- |
| IS.BG    | Steht auf.BG Изправи се.БГ                                          | Sozialdemokratie Linksliberalismus Anti-Korruption | Maja Manolowa                                      | 2,3 %         |
| IMRO–BNB | IMRO – Bulgarische Nationale Bewegung Българско национално движение | Nationalismus Nationalkonservatismus               | Angel Dschambaski Alexandar Sidi Iskren Wesselinow | 1,1 %         |
| BW       | Bulgarischer Aufstieg Български възход                              | Nationalkonservatismus                             | Stefan Janew                                       | N/A           |

### Antretende Parteien und Koalitionen
| Liste | Abkürzung/Koalition                   | Partei(en) | Ausrichtung                                               | Mandate Wahl November 2021 | Europäische Partei |
| ----- | ------------------------------------- | --- | --------------------------------------------------------- | -------------------------- | ------------------ |
| 1     | DPS                                   | Bewegung für Rechte und Freiheiten                                                                                    | Liberalismus, Minderheitenpolitik                         | 34                         | ALDE               |
| 2     | BSDD                                  | Balgarski Sajus sa Direktna Demokrazija                                                                               | Direkte Demokratie                                        | –                          | –                  |
| 3     | BNO                                   | Balgarsko Nazionalno Obedinenie                                                                                       | Nationalismus                                             | –                          | –                  |
| 4     | Edinstwo                              | Nazionalno Dwischenie Edinstwo                                                                                        | Pro-Europäismus                                           | –                          | –                  |
| 5     | WMRO-BND                              | IMRO – Bulgarische Nationale Bewegung                                                                                 | Nationalismus                                             | –                          | EKR                |
| 6     | Koalizija Sprawedliwa Balgarija (KSP) | Obedinena Sozialdemokrazija (OSD) Polititschesko Dwischenie Sozialdemokrati Kompetentnost, Otgowornost i Istina (KOJ) | Sozialdemokratie Rechtspopulismus                         | –                          | –                  |
| 7     | PD                                    | Prjaka Demokrazija | Direkte Demokratie                                        | –                          | –                  |
| 8     | NFSB                                  | Nationale Front für die Rettung Bulgariens (NFSB)                                                                     | Nationalismus                                             | –                          | –                  |
| 9     | Wir setzen den Wandel fort (PP)       | Wir setzen den Wandel fort (PP) Volt Bulgarien Sredna Ewropejska Klasa (SEK)                                          | Anti-Korruption Pro-Europäismus Europäischer Föderalismus | 61 2 4                     | – Volt Europa –    |
| 10    | MIR                                   | MIR | Konservatismus                                            | –                          | –                  |
| 11    | KOD                                   | Konserwatiwno Obedinenie na Desnizata                                                                                 | Nationalkonservatismus Rechtspopulismus                   | –                          | –                  |
| 12    | BTR                                   | Balgarija na Truda i Rasuma                                                                                           | EU-Skepsis                                                | –                          | –                  |
| 13    | Sa Teb                                | Koalizija sa Teb Balgarija                                                                                            | Mitte-rechts                                              | –                          | –                  |
| 14    | Wiedergeburt                          | Wiedergeburt | Nationalismus                                             | 13                         | –                  |
| 15    | Bulgarischer Aufstieg (Waschod)       | Swoboda (Свобода) Partija na selenite Semedelski Naroden Sajus                                                        | Nationalismus Grüne Politik Bauernpartei                  | –                          | –                  |
| 16    | BNS-ND                                | Balgarski Nazionalen Sajus                                                                                            | Nationalismus                                             | –                          | –                  |
| 17    | Isprawi                               | Isprawi se Balgarija                                                                                                  | Sozialdemokratie                                          | –                          | –                  |
| 18    | DNK                                   | Dwischenie na Nepartijnite Kandidati                                                                                  | Linkspopulismus, Direkte Demokratie                       | –                          | –                  |
| 19    | ITN                                   | Es gibt ein solches Volk                                                                                              | Populismus                                                | 25                         | –                  |
| 20    | GN                                    | Glas naroden | Populismus                                                | –                          | –                  |
| 22    | Prawoto                               | Prawoto | Populismus                                                | –                          | –                  |
| 23    | Istinata                              | Narodna Partija Istinata i Samo Istinata                                                                              | Nationalismus                                             | –                          | –                  |
| 24    | GERB – SDS                            | GERB Union der demokratischen Kräfte (SDS)                                                                            | Konservatismus, Wirtschaftsliberalismus                   | 55 3                       | EVP                |
| 25    | Demokratisches Bulgarien              | Ja, Bulgarien! Demokraten für ein starkes Bulgarien (DSB) Grüne Bewegung                                              | Anti-Korruption Konservatismus Grüne Politik              | 10 4 2                     | – EVP EGP          |
| 26    | BSDE                                  | Balgarska Sozialdemokrazija – Ewrolewiza                                                                              | Sozialdemokratie                                          | –                          | –                  |
| 27    | Ataka                                 | Ataka | Rechtsextremismus                                         | –                          | –                  |
| 28    | BSP für Bulgarien                     | Bulgarische Sozialistische Partei (BSP) Polititscheski Klub „Ekoglasnost“ (PKE) Polititscheski Klub „Trakija“         | Sozialdemokratie Grüne Politik Nationalismus              | 24 1 –                     | SPE –              |
| 29    | RWO                                   | Russofili sa Wasraschdane na Otetschestwoto                                                                           | Russophilie, Nationalkonservatismus                       | –                          | –                  |

## Ergebnis
Die Wahlbeteiligung lag bei 39,41 Prozent, wobei mit 51,03 Prozent die höchste im 23. Wahlkreis der bulgarischen Hauptstadt Sofia und mit 26,78 Prozent die niedrigste in der Region Kardschali, einer traditionellen Hochburg der DPS, gemessen wurde.
Die Wahl gewann die konservative GERB Partei mit Bojko Borissow als Spitzenkandidat. Die ehemalige Regierungspartei Wir setzen den Wandel fort (PP) musste deutliche Einbußen hinnehmen, auch ihr Koalitionspartner, die Sozialisten, mussten erneut Verluste hinnehmen, sodass sie auf ihr schlechtestes Resultat seit 1990 kamen und zudem zum ersten Mal auf den fünften Platz zurückfielen und setzten den Trend der sinkenden Unterstützung fort. Die pro-russische und ultranationalistische Wiedergeburt verdoppelte ihre Stimmen im Vergleich zu den Wahlen im November 2021 und die pro-russische Partei Bulgarischer Aufstieg des ehemaligen Übergangsministerpräsidenten Stefan Janew zog auf Anhieb ins Parlament ein. Die GERB und DB verzeichneten geringe Zuwächse, während die DPS ihre Stimmenanteile unter der Roma vor allem im einkommensschwachen Nordosten des Landes signifikant ausbauen konnte. Dennoch bestätigte sich im Inland der Trend, dass in den traditionellen Hochburgen der türkischen Bevölkerung die Wahlbeteiligung an niedrigsten ist und somit die Unterstützung der DPS aus diesem Milieu dieser Regionen weiter schwindet. Im Fall von ITN, welche die Wahlen im Juli 2021 noch gewonnen hatte, betrug der Rückgang der Stimmen gegenüber dem Ergebnis zu der vergangenen Wahl im November etwa 60 Prozent und sie zog nicht ins Parlament ein.
Die Wahlbeteiligung lag mit 176.790 Stimmen bei den Auslandbulgaren leicht über der vorherigen Wahl, blieb aber dennoch weit unter den 219.656 Stimmen, die bei der Wahl im Juli 2021 erreicht wurden. Die meisten Stimmen (54.006) konnte erneut die türkische Minderheitenpartei DPS für sich gewinnen, was an der konsolidierten Exilgemeinschaft der in der Türkei lebenden bulgarischen Türken lag. Dennoch erreichte sie ihr absolutes Ergebnis von 82.804 Stimmen allein aus der Türkei, wegen der fehlende Unterstützung des türkischen Staats, regierungsnahen Repräsentanten und Organisationen bei der Organisation im Vorfeld nicht. Auch die PP, welche weiterhin die meisten Stimmen der in Westeuropa (darunter Deutschland, Österreich und Schweiz) lebende Bulgaren für sich gewinnen konnte, verzeichnete leichte Verluste. Wegen der geringen Wahlbeteiligung hatten die zusätzlichen Stimmen dennoch eine größere Gewichtung auf die finalen Abgeordnetenzahl der DPS.
Die Partei Wiedergeburt hingegen ist die Formation, die den größten Zuwachs an Unterstützung aus dem Ausland erfuhr. Im Vergleich zur Wahl im November 2021, bei der die pro-russische Partei 13.211 Stimmen oder 6,18 % erhielt, lag ihr Ergebnis nun fast doppelt so hoch. In Australien, Jordanien, Zypern, Südafrika, Tunesien und der Tschechischen Republik übernahm sie die Führung. In der Republik Moldau verdrängte sie den bisherigen Sieger, die DPS, und in Russland den traditionellen Spitzenkandidaten, die BSP, während in Spanien und Italien die Wahlen im November von der PP gewonnen wurden. Als größter Verlierer bei den Auslandsbulgaren galt die ITN: Die Partei, welche noch bei der Wahl am 11. Juli etwas mehr als 60.000 Stimmen aus dem Ausland erhielt und dank dieser Stimmen die Wahlen vor der GERB-SDS Koalition gewinnen konnte, lag dieses Mal mit 8.131 Stimmen nur auf dem siebten Platz.
| Listen            | Listen                                                                                       | Stimmen   | %    | Mandate | +/- |
| ----------------- | -------------------------------------------------------------------------------------------- | --------- | ---- | ------- | --- |
|                   | GERB-Sajus na Demokratitschnite Sili (GERB-SDS) GERB-SDS                                     | 634.627   | 25,3 | 67      | +8  |
|                   | Wir setzen den Wandel fort (PP) Prodalschawame Promjanata                                    | 506.099   | 20,2 | 53      | −14 |
|                   | Bewegung für Rechte und Freiheiten (DPS) Dwischenie sa Prawa i Swobodi                       | 344.512   | 13,8 | 36      | +2  |
|                   | Wiedergeburt (W) Wasraschdane                                                                | 254.952   | 10,2 | 27      | +14 |
|                   | BSP für Bulgarien BSP sa Balgarija                                                           | 232.958   | 9,3  | 25      | −1  |
|                   | Demokratisches Bulgarien (DB) Demokratitschna Balgarija – Obedinenie                         | 186.528   | 7,4  | 20      | +4  |
|                   | Bulgarischer Aufstieg (BW) Balgarski Waschod                                                 | 115.872   | 4,6  | 12      | +12 |
|                   | Es gibt ein solches Volk (ITN) Ima Takaw Narod                                               | 96.071    | 3,8  | –       | −25 |
|                   | Isprawi se Balgarija (ISBG)                                                                  | 25.207    | 1,0  | –       | –   |
|                   | IMRO – Bulgarische Nationale Bewegung WMRO – Balgarsko Nazionalno Dwischenie                 | 20.177    | 0,8  | –       | –   |
|                   | Dwischenie na Nepartijnite Kandidati (DNK)                                                   | 10.324    | 0,4  | –       | –   |
|                   | Koalizija Sprawedliwa Balgarija (KSB)                                                        | 9.124     | 0,4  | –       | –   |
|                   | Ataka                                                                                        | 7.593     | 0,3  | –       | –   |
|                   | Russofili sa Wasraschdane na Otetschestwoto                                                  | 6.533     | 0,3  | –       | –   |
|                   | Glas naroden                                                                                 | 6.197     | 0,2  | –       | –   |
|                   | Balgarski Sajus sa Direktna Demokrazija (BSDD)                                               | 5.874     | 0,2  | –       | –   |
|                   | Balgarska Sozialdemokrazija – Ewrolewiza                                                     | 5.343     | 0,2  | –       | –   |
|                   | Koalizija sa Teb Balgarija                                                                   | 5.097     | 0,2  | –       | –   |
|                   | Konserwatiwno Obedinenie na Desnizata (KOD)                                                  | 5.028     | 0,2  | –       | –   |
|                   | Partija MIR                                                                                  | 4.536     | 0,2  | –       | –   |
|                   | Prjaka Demokrazija                                                                           | 4.061     | 0,2  | –       | –   |
|                   | Nazionalno Dwischenie Edinstwo (NDE)                                                         | 4.039     | 0,2  | –       | –   |
|                   | Nationale Front für die Rettung Bulgariens (NFSB) Nazionalen Front sa Spassenie na Balgarija | 3.520     | 0,1  | –       | –   |
|                   | Balgarija na Truda i Rasuma (BTR)                                                            | 2.636     | 0,1  | –       | –   |
|                   | Narodna Partija Istinata i Samo Istinata                                                     | 2.522     | 0,1  | –       | –   |
|                   | Balgarski Nazionalen Sajus (BNS-ND)                                                          | 1.849     | 0,1  | –       | –   |
|                   | Prawoto                                                                                      | 1.757     | 0,1  | –       | –   |
|                   | Balgarsko Nazionalno Obedinenie (BNO)                                                        | 1.671     | 0,1  | –       | –   |
| Gesamt            | Gesamt                                                                                       | 2.505.272 | 100  | 240     | –   |
|                   |                                                                                              |           |      |         |     |
| Keine Liste       | Keine Liste                                                                                  | 87.635    | 3,4  |         |     |
| Ungültige Stimmen | Ungültige Stimmen                                                                            | 9.056     | 0,3  |         |     |
| Wähler            | Wähler                                                                                       | 2.601.963 | 39,3 |         |     |
| Wahlberechtigte   | Wahlberechtigte                                                                              | 6.620.820 |      |         |     |
|                   |                                                                                              |           |      |         |     |
| Quelle: CIK       |                                                                                              |           |      |         |     |

## Umfragen
| Institut              | Datum          | PP | GERB– SDS                                                                                               | DPS | BSP | ITN | DB | V | IS.BG                                                                                                   | IMRO- BNB                                                                                               | BW | Andere                                                                                                  | |
| --------------------- | -------------- | --- | --- | --- | --- | --- | --- | --- | --- | --- | --- | --- | --- |
| Exacta                | 21.09.2022     | 18,1 %                                                                                                  | 26,2 %                                                                                                  | 10,3 %                                                                                                  | 12,5 %                                                                                                  | 5,4 %                                                                                                   | 7,5 %                                                                                                   | 9,5 %                                                                                                   | — | — | 4,0 %                                                                                                   | 6,5 %                                                                                                   | |
| Mediana               | 19.09.2022     | 17,1 %                                                                                                  | 22,8 %                                                                                                  | 11,1 %                                                                                                  | 13,3 %                                                                                                  | 6,9 %                                                                                                   | 5,5 %                                                                                                   | 12,5 %                                                                                                  | 3,4 %                                                                                                   | — | 5,5 %                                                                                                   | 1,9 %                                                                                                   | |
| Market Links          | 16.09.2022     | 17,8 %                                                                                                  | 22,9 %                                                                                                  | 10,9 %                                                                                                  | 10,9 %                                                                                                  | 3,8 %                                                                                                   | 8,1 %                                                                                                   | 7,6 %                                                                                                   | — | — | 4,7 %                                                                                                   | 13,3 %                                                                                                  | |
| Alpha Research        | 13.09.2022     | 18,9 %                                                                                                  | 25,3 %                                                                                                  | 11,8 %                                                                                                  | 10,6 %                                                                                                  | 4,2 %                                                                                                   | 8,1 %                                                                                                   | 10,3 %                                                                                                  | 2,1 %                                                                                                   | — | 4,5 %                                                                                                   | 4,2 %                                                                                                   | |
| Market Links          | 03.09.2022     | 19,6 %                                                                                                  | 24,4 %                                                                                                  | 10,6 %                                                                                                  | 8,6 %                                                                                                   | 3,9 %                                                                                                   | 7,3 %                                                                                                   | 10,3 %                                                                                                  | 1,9 %                                                                                                   | 1,2 %                                                                                                   | — | 12,2 %                                                                                                  | |
| Market Links          | 16.08.2022     | 19,1 %                                                                                                  | 22,4 %                                                                                                  | 11,5 %                                                                                                  | 10,9 %                                                                                                  | 2,8 %                                                                                                   | 8,3 %                                                                                                   | 8,4 %                                                                                                   | — | — | 3,3 %                                                                                                   | 13,3 %                                                                                                  | |
|                       | Juni–Juli 2022 | ITN zieht sich aus dem Petkov-Kabinett zurück und die Regierung wird in einem Misstrauensvotum gestürzt | ITN zieht sich aus dem Petkov-Kabinett zurück und die Regierung wird in einem Misstrauensvotum gestürzt | ITN zieht sich aus dem Petkov-Kabinett zurück und die Regierung wird in einem Misstrauensvotum gestürzt | ITN zieht sich aus dem Petkov-Kabinett zurück und die Regierung wird in einem Misstrauensvotum gestürzt | ITN zieht sich aus dem Petkov-Kabinett zurück und die Regierung wird in einem Misstrauensvotum gestürzt | ITN zieht sich aus dem Petkov-Kabinett zurück und die Regierung wird in einem Misstrauensvotum gestürzt | ITN zieht sich aus dem Petkov-Kabinett zurück und die Regierung wird in einem Misstrauensvotum gestürzt | ITN zieht sich aus dem Petkov-Kabinett zurück und die Regierung wird in einem Misstrauensvotum gestürzt | ITN zieht sich aus dem Petkov-Kabinett zurück und die Regierung wird in einem Misstrauensvotum gestürzt | ITN zieht sich aus dem Petkov-Kabinett zurück und die Regierung wird in einem Misstrauensvotum gestürzt | ITN zieht sich aus dem Petkov-Kabinett zurück und die Regierung wird in einem Misstrauensvotum gestürzt | ITN zieht sich aus dem Petkov-Kabinett zurück und die Regierung wird in einem Misstrauensvotum gestürzt |
| Trend                 | 11.05.2022     | 17,5 %                                                                                                  | 23,8 %                                                                                                  | 10,9 %                                                                                                  | 9,5 %                                                                                                   | 5,8 %                                                                                                   | 6,8 %                                                                                                   | 10,1 %                                                                                                  | 2,0 %                                                                                                   | 1,5 %                                                                                                   | 7,6 %                                                                                                   | 4,5 %                                                                                                   | |
| Gallup                | 16.04.2022     | 23,8 %                                                                                                  | 25,9 %                                                                                                  | 10,6 %                                                                                                  | 10,3 %                                                                                                  | 7,0 %                                                                                                   | 4,5 %                                                                                                   | 7,9 %                                                                                                   | 1,2 %                                                                                                   | — | — | 6,7 %                                                                                                   | |
| Alpha Research        | 14.04.2022     | 21,1 %                                                                                                  | 24,8 %                                                                                                  | 8,7 %                                                                                                   | 11,7 %                                                                                                  | 5,1 %                                                                                                   | 7,7 %                                                                                                   | 10,8 %                                                                                                  | — | — | — | 10,1 %                                                                                                  | |
| Trend                 | 13.04.2022     | 20,1 %                                                                                                  | 23,6 %                                                                                                  | 11,1 %                                                                                                  | 10,5 %                                                                                                  | 6,9 %                                                                                                   | 7,1 %                                                                                                   | 9,3 %                                                                                                   | 1,9 %                                                                                                   | 1,3 %                                                                                                   | — | 8,2 %                                                                                                   | |
| Market Links          | 04.04.2022     | 19,7 %                                                                                                  | 22,1 %                                                                                                  | 8,2 %                                                                                                   | 11,6 %                                                                                                  | 6,7 %                                                                                                   | 7,6 %                                                                                                   | 8,2 %                                                                                                   | — | — | — | 15,9 %                                                                                                  | |
| Wahl im November 2021 | 14.11.2021     | 25,7 %                                                                                                  | 22,7 %                                                                                                  | 13,0 %                                                                                                  | 10,2 %                                                                                                  | 9,5 %                                                                                                   | 6,4 %                                                                                                   | 4,9 %                                                                                                   | 2,3 %                                                                                                   | 1,1 %                                                                                                   | – | 4,2 %                                                                                                   | |

## Reaktionen und Folgen
Bereits am Wahlabend erkannten die Führer der PP, Kiril Petkow und Assen Wassilew, ihre Wahlniederlage an und gaben bekannt, dass sie für eine Koalition mit dem Wahlgewinner GERB unter Bojko Borissow als Parteivorsitzenden nicht zur Verfügung stehen würden. Der Vorsitzende der Partei Bulgarischer Aufstieg, Stefan Janew, sprach sich für eine Regierungsbildung mit der GERB aus.
Am Tag nach der Wahl erklärte die Vorsitzende der BSP, Kornelija Ninowa, dass die Sozialisten nicht für eine Koalition mit GERB zur Verfügung stünden. Gleichzeitig schloss sie persönliche Konsequenzen aus. Am selben Tag erklärte auch der Co-Vorsitzende der DSB, Christo Iwanow, dass die DSB ebenfalls nicht für die von Borissow im Vorfeld der Wahl lancierte Pro-EU-Koalition (GERB-DPS-DB oder GERB-PP-DB) zur Verfügung stünden. Als Grund nannte er die fehlende Aufarbeitung der Korruption in den 12 Jahren Regierungszeit Borrissows innerhalb der GERB-Partei. Dass sei auch der Grund, weshalb die GERB politisch isoliert sei. Darüber hinaus erklärte Iwanow, dass GERB mit ihrem Misstrauensvotum vom Juni keine langfristige Strategie für das Land hatte, außer in Zeiten der wirtschaftlichen Instabilität infolge der Russischen Invasion in der Ukraine 2022 die Regierung Petkow zu stürzen.

## Nach der Wahl und Regierungsbildung
Gemäß der bulgarischen Verfassung ist der bulgarische Präsident Rumen Radew verpflichtet, der größten Partei ein Mandat für die Regierungsbildung zu erteilen. Wenn sie nicht innerhalb von sieben Tagen eine Regierung vorschlagen oder wenn diese Regierung vom bulgarischen Parlament abgelehnt wird, wird Präsident Radev das zweite Mandat an die zweitgrößte Partei übergeben. Wenn das zweite Mandat keine Regierung hervorbringt, kann der Präsident einer Partei seiner Wahl ein drittes Mandat erteilen. Wenn keine Regierung vom Parlament bestätigt wird, nachdem alle drei Mandate zurückgegeben wurden, werden Neuwahlen angesetzt. Weder GERB noch PP, die erste bzw. zweitgrößte Partei, werden voraussichtlich in der Lage sein, eine stabile Regierung zu bilden.
Nach der Wahl kündigte GERB-Vorsitzender Bojko Borissow, der zwischen 2009 und 2021 die meiste Zeit als Premierminister gedient hatte, an, dass er nicht an einem Kabinettsposten oder einer Rückkehr auf den Posten des Premierministers interessiert sei, und erklärte, dass „jetzt nicht der richtige Zeitpunkt für Dominanz ist, sondern für die Suche nach Einheit“. Borissows vorherige Regierung war Gegenstand der bulgarischen Proteste 2020–2021 wegen Korruptionsvorwürfen gewesen, deren Auswirkungen sich durch alle vorgezogenen Parlamentswahlen seither ausgewirkt hatten. Er erklärte, dass GERB offen für Koalitionsgespräche mit jeder Partei oder Koalition in der Legislative sei, auch mit solchen, die sich im Allgemeinen gegen ihn und GERB ausgesprochen hätten, und suchte nach Parteiexperten, um eine gemeinsame Basis in Hauptfragen zu suchen, darunter die anhaltende russische Invasion in der Ukraine, der Inflationsschub 2021–2022, der Beitritt zur Eurozone und der Beitritt zum Schengen-Raum.
Das neue Parlament, das nach wie vor zersplittert ist, könnte zu einer weiteren beispiellosen vierten vorgezogenen Wahl führen, sollte die Koalitionsbildung scheitern. Bulgarischer Aufstieg und Wiedergeburt, die zusammen 39 Sitze halten, gelten als euroskeptisch und sympathisieren mit Russland ähnlich wie die Bulgarische Sozialistische Partei mit 25 Sitzen. GERB und die Bewegung für Rechte und Freiheiten (DPS) haben keine Mehrheit und halten nur 103 der 121 benötigten Sitze. Obwohl im Allgemeinen pro-EU, haben sich die verbleibenden Parteien und Bündnisse mit Sitzen gegen Borissows frühere Regierung gestellt und Berichten zufolge jede Möglichkeit einer Koalition mit GERB abgelehnt.
Am 18. Oktober gab Borissow bekannt, dass seine Versuche, vor der ersten Sitzung der neuen Versammlung eine Koalitionsregierung auszuhandeln, erfolglos geblieben seien. Am folgenden Tag versäumte es die Versammlung, während ihrer ersten Sitzung einen Sprecher zu wählen, das erste Mal überhaupt. Nach mehreren gescheiterten Versuchen wählte die Versammlung, nachdem er von Korneliya Ninowa als Konsenskandidat nominiert worden war, am 21. Oktober den GERB-Abgeordneten Wezhdi Rashidow, das älteste Mitglied der Versammlung, zum Vorsitzenden.
Der Stillstand bei der Bildung einer neuen Regierung dauerte im Oktober und November 2022 an, und bevor ein erstes oder zweites Mandat erteilt wurde, erklärte Präsident Rumen Radev, dass er die Übergabe des dritten Mandats für die Regierungsbildung bis nach Neujahr verschieben würde, um die Wahlen auf März 2023 zu verschieben und die schwierigste Winterperiode zu vermeiden. Am 2. Dezember erklärte Präsident Rumen Radev, dass er das Regierungsmandat am folgenden Montag an den Wahlsieger GERB übergeben werde und er erteilte am 5. Dezember dem GERB-Kandidaten, dem Neurochirurgen Nikola Gabrowski, das erste Mandat. Eine Woche später, am 12. Dezember, schlug Gabrowski eine neue Regierung vor. Sein Amt als Premierminister wurde zwei Tage später, am 14. Dezember, vom Parlament abgelehnt (113 „dafür“, 125 dagegen, 2 abwesend), wobei nur Abgeordnete der DPS und BW neben GERB dafür stimmten.